# Libertatia

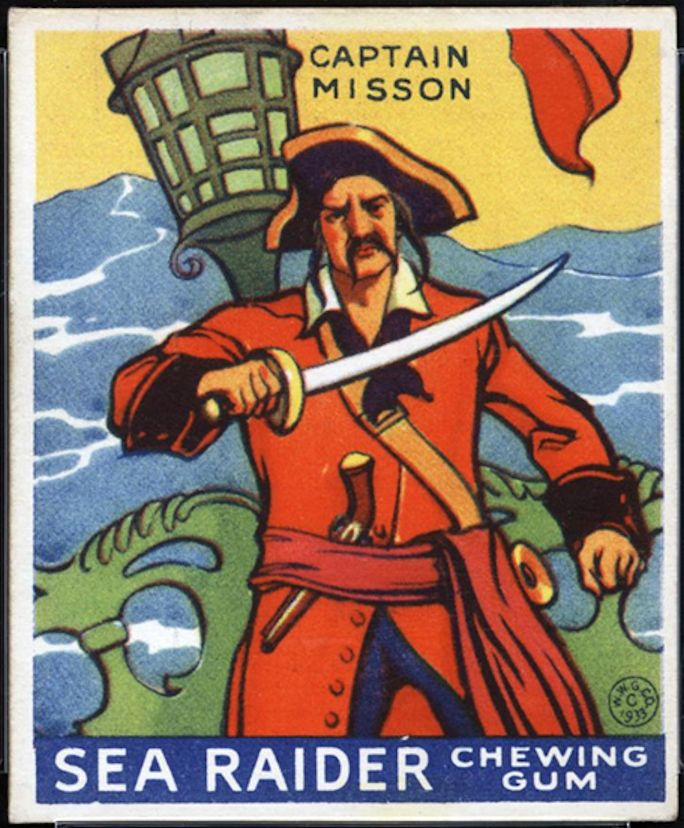
Kapitán Misson, popsaný Johnsonem jako zakladatel Libertalie

Libertatia (též známá jako Libertalia) byla údajná pirátská osada založená v druhé polovině 17. století na Madagaskaru pod vedením kapitána Jamese Missona. Hlavním zdrojem informací o Libertatii je druhý svazek knihy A General History of the Pyrates od Charlese Johnsona z roku 1724, která popisuje Libertatii a kapitána Missona. Mimo ni však existenci Libertatie nepotvrzují spolehlivé důkazy. Je nejasné, zda Libertatia představovala skutečnou zaniklou osadu, zda se jednalo o pirátskou legendu, kterou Johnson zaznamenal na základě rozhovorů s námořníky, nebo zda byla od samého začátku literární utopií autora.